# Cơm rượu thon
Cơm rượu thon (danh pháp khoa học: Glycosmis lanceolata) là một loài thực vật có hoa trong họ Cửu lý hương. Loài này được (Blume) Teijsm. & Binn. ex Kurz mô tả khoa học đầu tiên năm 1876.